# Terry Kirkman
Terry Robert Kirkman (12 de dezembro de 1939 - 23 de setembro de 2023) era um músico e compositor americano mais conhecido como vocalista do grupo pop The Association, e escritor de vários sucessos da banda, como "Cherish", "Everything That Touches You" e "Six Man Band". Como membro da banda The Association, ele foi introduzido no Hall da Fama do Grupo Vocal em 2003.

## Vida pregressa
Terry Robert Kirkman nasceu em Salina, Kansas, em 12 de dezembro de 1939, e foi criado em Chino, Califórnia . Ambos seus pais tinham formação musical. Seu pai, Gordon, tocou em bandas como soprano saxofonista e era cantor, e sua mãe, Lois, tocava órgão e piano em igrejas e em cinemas mudos . Ele aprendeu a tocar instrumentos de sopro ainda criança durante a Segunda Guerra Mundial. Depois de se formar na Chino High School em 1957, ele frequentou o Chaffey College, como estudante de música. Ele conheceu Frank Zappa na faculdade e eles se apresentaram juntos em cafés locais de 1959 a 1961.

## The Association
Como vendedor em visita ao Havaí em 1962, Kirkman conheceu Jules Alexander, que estava na época na Marinha dos Estados Unidos, e os dois resolveram se encontrar quando Alexander fosse dispensado de suas funções militares.
Kirkman mudou-se para Los Angeles com Alexander em 1963. Kirkman e Alexander fundaram o grupo folk, Inner Tubes, que ao mesmo tempo incluía Cass Elliot e David Crosby . Os Inner Tubes cresceram lentamente de um pequeno grupo para uma banda de 13 integrantes chamada The Men.
A banda The Men se separou em fevereiro de 1965 e Kirkman com cinco outros membros formaram sua própria banda. Para encontrar um novo nome, eles examinaram um dicionário e escolheram “The Association” após ter sido sugerido pela noiva de Kirkman. The Association rapidamente ganhou fama com suas canções "Cherish" e "Along Comes Mary" de seu álbum de estreia de 1966, And Then... Anong Comes the Association.
Kirkman contribuiu com os vocais para muitas canções, incluindo "Never My Love", "Cherish" e "Everything That Touches You". Ele se apresentou com o grupo no Monterey Pop Festival em 1967. Sua canção "Requiem for the Masses", foi escrita sobre a guerra do Vietnã.
The Association foi indicada ao Grammy seis vezes, três vezes no 9º (1967) e no 10º Grammy Anual Awards (1968).
Em agosto de 1969, uma coleção de poemas escritos pelos sete membros da banda foi lançada como o livro Crank Your Spreaders .
Kirkman deixou The Association no final de 1972, voltou quando a banda se formou novamente em 1979, após se separar no ano anterior. Depois de se cansar das turnês, Kirkman deixou a banda em 1984. Posteriormente, em raras ocasiões, ele se apresentou como artista convidado pela banda. Ele esteve presente quando ele e os outros membros sobreviventes da The Association foram introduzidos no Hall da Fama do Grupo Vocal em 2003 e quando a banda recebeu o Rock Justice Awards em 18 de janeiro de 2019, no Village Studios em Los Angeles .
Uma série de entrevistas das quais ele e Jules Alexander participaram juntos, no início de 2023, foram lançadas em partes em de setembro de 2023. A quarta parte dessas entrevistas foi divulgada um dia antes de sua morte.

## Vida pessoal e morte
Nos anos que se seguiram à sua saída da Associação, Kirkman aposentou-se da indústria musical e trabalhou na Califórnia como conselheiro de dependências.
Kirkman morava em Montclair, Califórnia, com sua esposa Heidi. Ele morreu de insuficiência cardíaca congestiva em 23 de setembro de 2023, aos 83 anos, após uma longa doença.

## Discografia

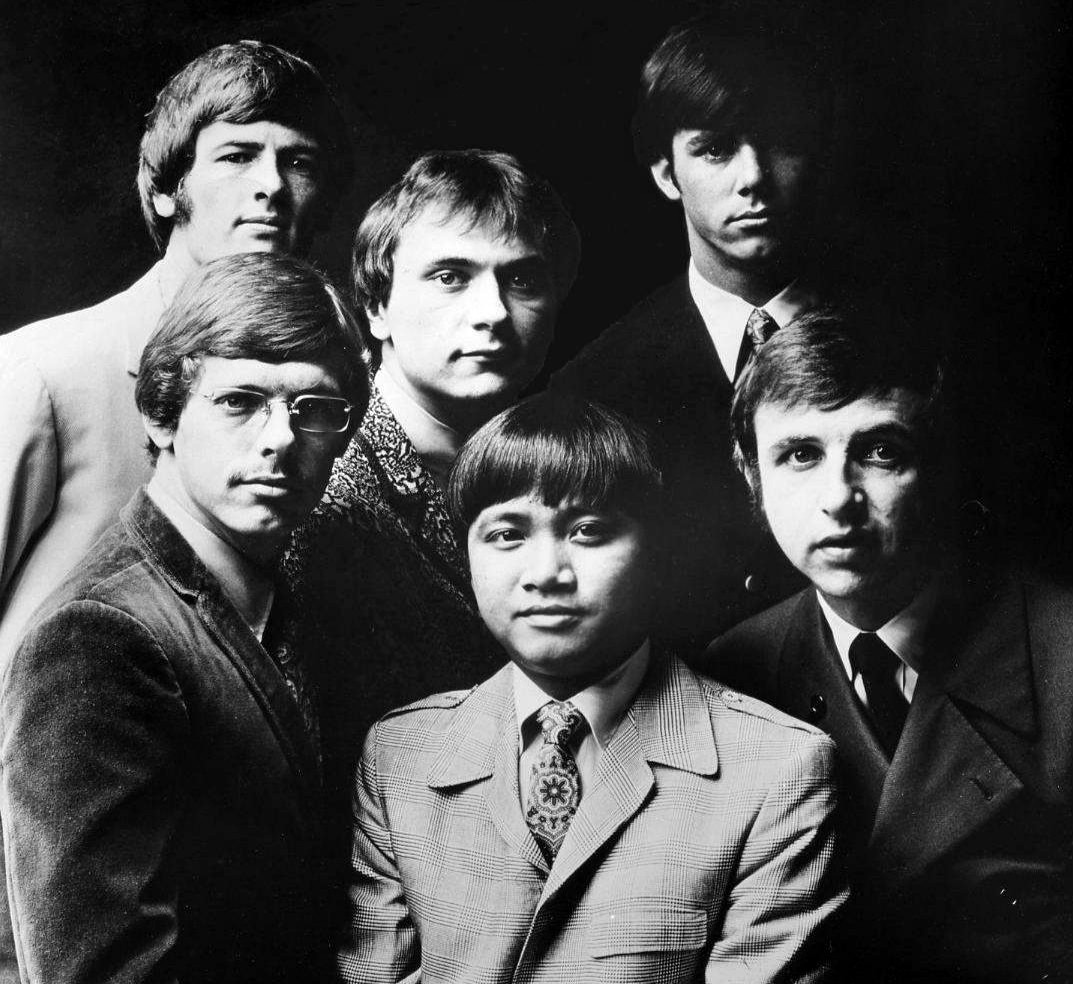
Terry Kirkman (canto inferior direito) com The Association em 1968.

### Álbuns
| Título                                  | Ano  |
| --------------------------------------- | ---- |
| And Then... Along Comes the Association | 1966 |
| <i id="mwjQ">Renaissance</i>            | 1966 |
| Insight Out                             | 1967 |
| Birthday                                | 1968 |
| The Association                         | 1969 |
| Stop Your Motor                         | 1971 |
| Waterbeds inTrinidad!                   | 1972 |

## Nomeações
Como membro da The Association, ele foi indicado seis vezes ao Grammy, três vezes cada no 9º e 10º Grammy Awards:

### 9º Prêmio Grammy Anual (1967)
| Categoria                                 | Canção  | Observação |
| ----------------------------------------- | ------- | ---------- |
| Melhor Performance de Grupo Contemporâneo | Cherish | [ 15 ]     |
| Melhor Gravação Contemporânea             | Cherish |            |
| Melhor Performance de um Grupo Vocal      | Cherish |            |

### 10º Prêmio Grammy Anual (1968)
| Categoria                                 | Música/Álbum  | Observação |
| ----------------------------------------- | ------------- | ---------- |
| Melhor Performance de Grupo Contemporâneo | Windy         | [ 15 ]     |
| Melhor Álbum Contemporâneo                | Insight Out   |            |
| Melhor Performance de um Grupo Vocal      | Never my Love |            |